# رگه معدن (فیلم)
رگه معدن (به انگلیسی: Mother Lode) یا شاهرگه فیلمی محصول سال ۱۹۸۲ و به کارگردانی چارلتون هستون است. در این فیلم بازیگرانی همچون چارلتون هستون، نیک مانکوسو، کیم بیسینگر و جان مارلی ایفای نقش کرده‌اند.